# Charles Rollin
Charles Rollin, né à Paris le 30 janvier 1661 et mort le 13 septembre 1741 dans sa ville natale, est un historien et professeur de français.

## Biographie

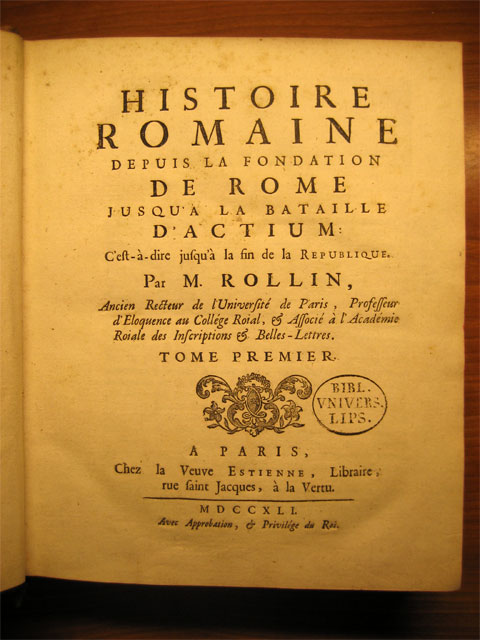
LHistoire romaine de Charles Rollin (1741)

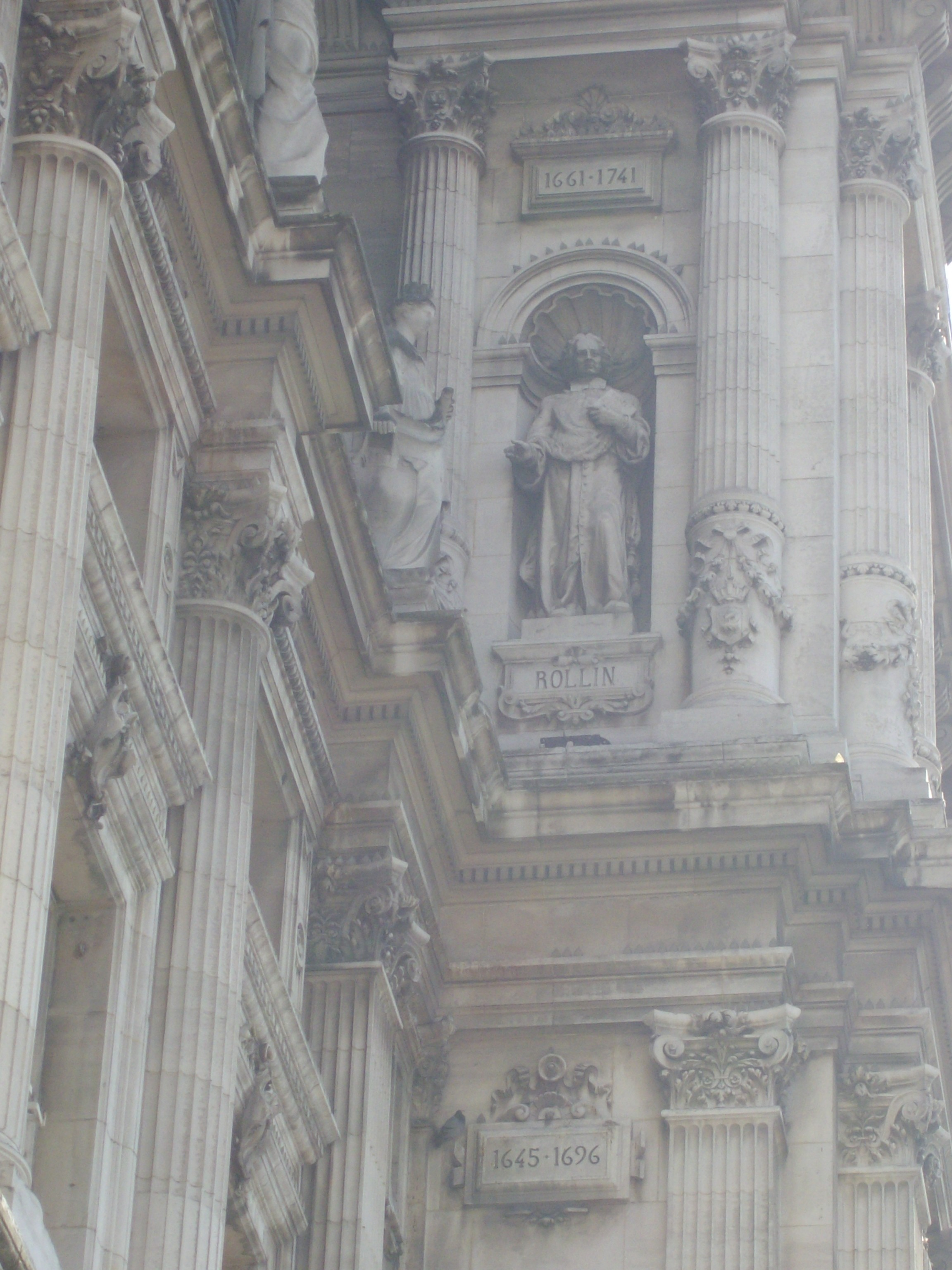
Statue de Charles Rollin sur la façade de l'Hôtel de Ville de Paris

Fils d'un coutelier, il se fit remarquer par ses dispositions précoces. Destiné à succéder à son père, il obtint une bourse qui lui permit de suivre les cours du collège du Plessis puis étudia la théologie à la Sorbonne. Il reçut la tonsure mais n'alla jamais plus loin dans la carrière ecclésiastique.
Il remplaça à 22 ans Marc-Antoine Hersan, son ancien professeur, dans la chaire de seconde. Il fut nommé en 1687 professeur de rhétorique au Plessis, en 1688 professeur d'éloquence au Collège royal. Il fut élu en 1694 recteur de l'université de Paris et en 1701 associé de l'Académie royale des inscriptions et médailles, mais fut empêché d'entrer à l'Académie française.
En 1696, il prit la direction du collège de Beauvais, où il réorganisa les études et où son administration se signala par des réformes. Mais au bout de quinze ans, il se vit brusquement enlevé à ses élèves en raison de sa sympathie pour le jansénisme. Cet engagement ne se démentit pas au fil des ans : réélu recteur en 1720 après avoir contribué à la résistance de l'université de Paris contre la bulle Unigenitus, il fut destitué par lettre de cachet au bout de quelques jours. À la fin de sa vie, il livra encore un dernier combat contre la constitution Unigenitus en prenant la tête d'un baroud d'honneur de la Faculté des Arts en 1739.
Parallèlement à ces luttes, il consacra la seconde moitié de sa vie à une importante activité éditoriale. Celle-ci tourna autour de deux préoccupations majeures : l'enseignement et l'histoire ancienne. Concernant la première, son ouvrage majeur, destiné aux pédagogues, reste connu sous le titre abrégé de Traité des études. Ce texte, qui synthétisait les expériences d'éducation menées par Rollin et par d'autres, connut un fort succès d'estime. Pour certains son influence théorique s'étendit à tous les traités d'éducation du XVIIIe siècle, y compris sur l'Émile ; pour d'autres, l'influence directe se limita à quelques expériences ponctuelles. Son autre axe de travail fut l'histoire ancienne. Latiniste et helléniste distingué, Rollin était familier des auteurs de l'Antiquité. Après avoir composé un abrégé des œuvres de Quintilien, il rédigea deux sommes monumentales connues sous les titres d'Histoire ancienne et Histoire romaine. Ces travaux se voulaient complémentaires du Traité des Études en livrant un recueil d'exemples de vies. En cela, ils s'inscrivaient dans la logique édificatrice des études de l'époque sur l'Antiquité.
Après avoir travaillé jusqu'à ses derniers jours, Rollin mourut âgé de plus de 80 ans, entouré d'une estime considérable de la part de ses contemporains.
Albin de Berville a écrit un Éloge de Rollin, couronné par l'Académie française en 1818.
Le collège municipal de Paris a été appelé en son honneur collège Rollin et en 1867 la rue Neuve-Saint-Étienne-du-Mont où il vécut plus de cinquante ans et où il est mort est renommée rue Rollin en son hommage. Dans l'amphithéâtre de la Sorbonne, l'une des six statues figure Rollin (œuvre de Jules Chaplain), avec Descartes, un autre homme de lettres, les deux scientifiques Pascal et Lavoisier (qui lui fait face) et les deux fondateurs Robert de Sorbon et Richelieu.

## Œuvres

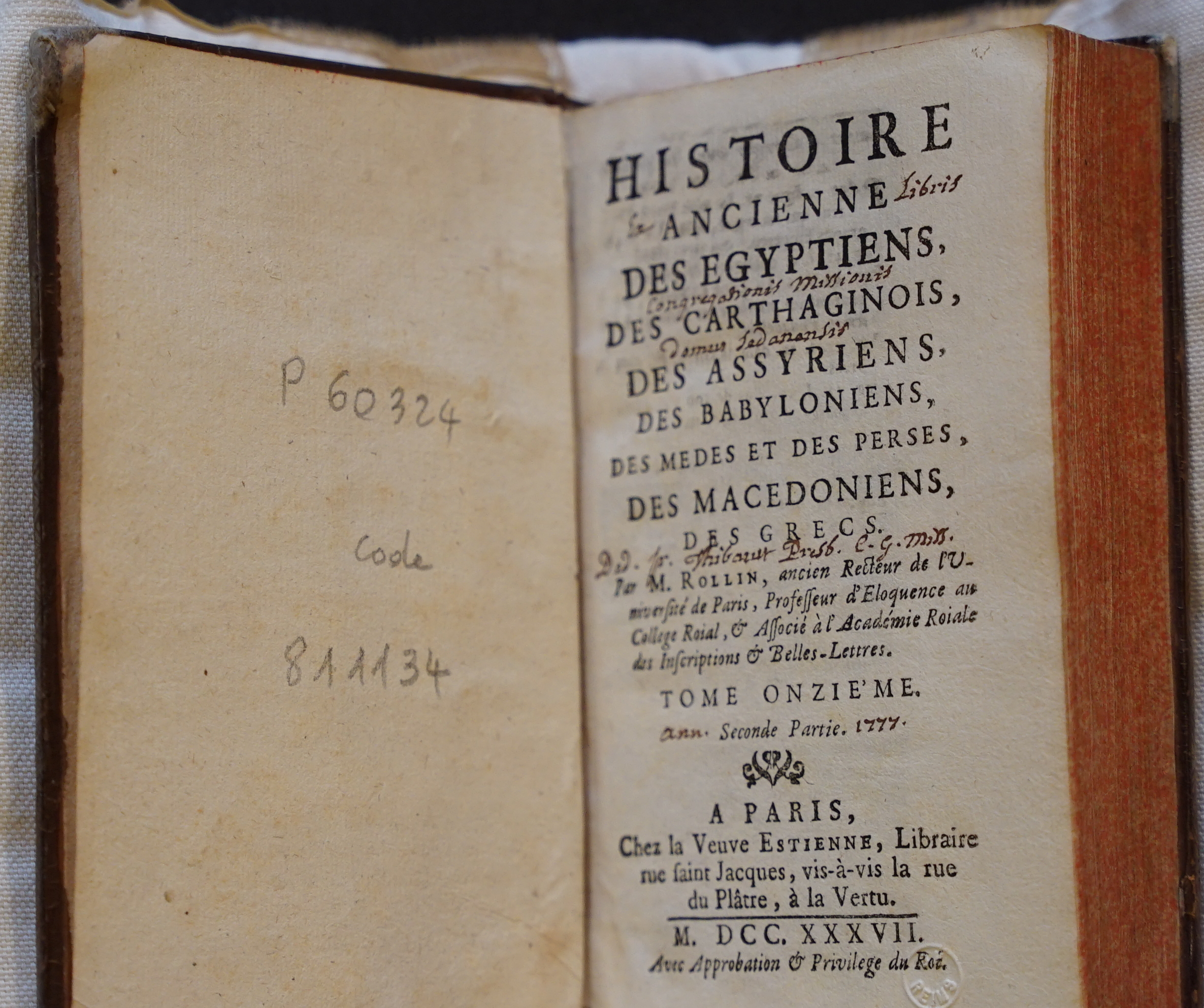
Histoire ancienne provenant de la congrégation des missionnaires de Sedan, publié chez Veuve Estienne à Paris en 1737.

- Institutionum oratoriorum libri duodecim…, édition abrégée de Quintilien, 1715, 2 v. in-12. Il élagua tout ce qui ne se rapportait pas strictement à l'éloquence.
- De la manière d'enseigner et d'étudier les Belles-Lettres par rapport à l'esprit et au cœur…, Paris, 1726-1728, 4 vol. in-12. Plus connu sous le titre de Traité des Études, ce texte pragmatique s'inspire des réformes mises en place par Rollin au Collège de Beauvais et préconise notamment un plus large usage de la langue vulgaire. Il a été réédité de nombreuses fois.
- Histoire ancienne des Égyptiens, des Carthaginois, des Assyriens, des Babyloniens, des Mèdes et des Perses, des Macédoniens, des Grecs…, Paris, 1730-1738, 13 tomes en 14 vol., connue sous le titre d'Histoire ancienne. Ce fut un grand succès.
- Histoire romaine depuis la fondation de Rome jusqu’à la bataille d’Actium…, Paris 1738-1748 (Histoire romaine). Rollin ne put faire paraître que les 5 premiers volumes (1738-41) avant sa mort et l'ouvrage fut achevé par Crevier.
- Opuscules de feu M. Rollin…, 1771, 2 vol. in-12. Ce recueil de lettres, traités, vers et discours latins a été rassemblé par Crevier.

Ses Œuvres diverses ont été publiées par Antoine Jean Letronne en 1825, et ses Œuvres complètes par François Guizot, en 30 volumes, en 1821-1827.

### Sources
- Opuscules de feu M. Rollin..., 1771, 2 vol. in-12. Ce recueil de lettres, traités, vers et discours latins a été rassemblé par Crevier. Ce document contient des notices et indications biographiques qui ont été largement utilisées dans les études ultérieures.
- Marie-Nicolas Bouillet  et Alexis Chassang (dir.), « Charles Rollin » dans Dictionnaire universel d’histoire et de géographie, 1878 (lire sur Wikisource)